# Synasellus vidaguensis
Synasellus vidaguensis är en kräftdjursart som beskrevs av Odette Afonso 1996. Synasellus vidaguensis ingår i släktet Synasellus och familjen sötvattensgråsuggor. Inga underarter finns listade i Catalogue of Life.